# Drepanosticta auriculata
Drepanosticta auriculata är en trollsländeart som först beskrevs av Selys 1878.  Drepanosticta auriculata ingår i släktet Drepanosticta och familjen Platystictidae. Inga underarter finns listade i Catalogue of Life.